# فوتبال گریدیرون

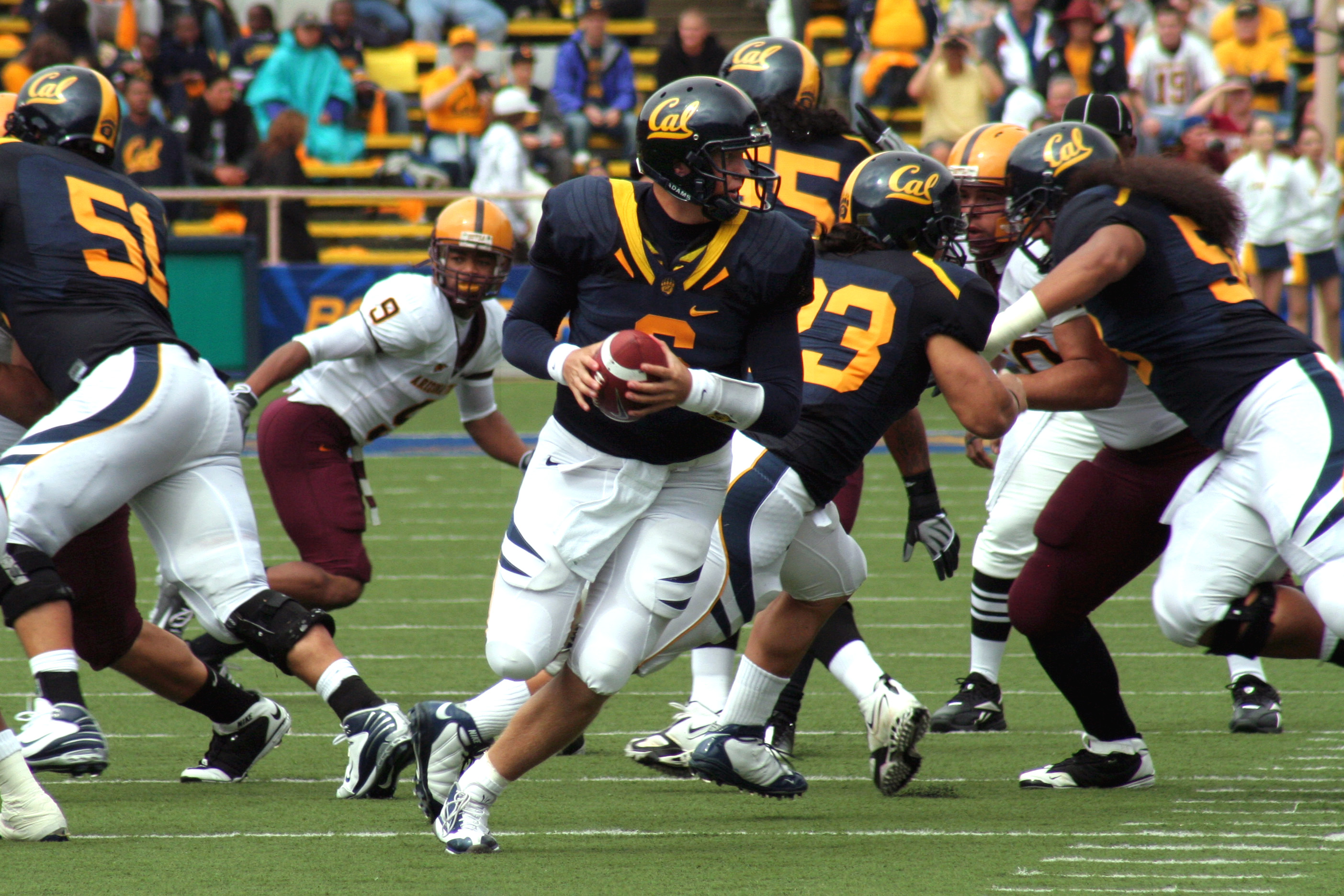
بازی فوتبال آمریکایی

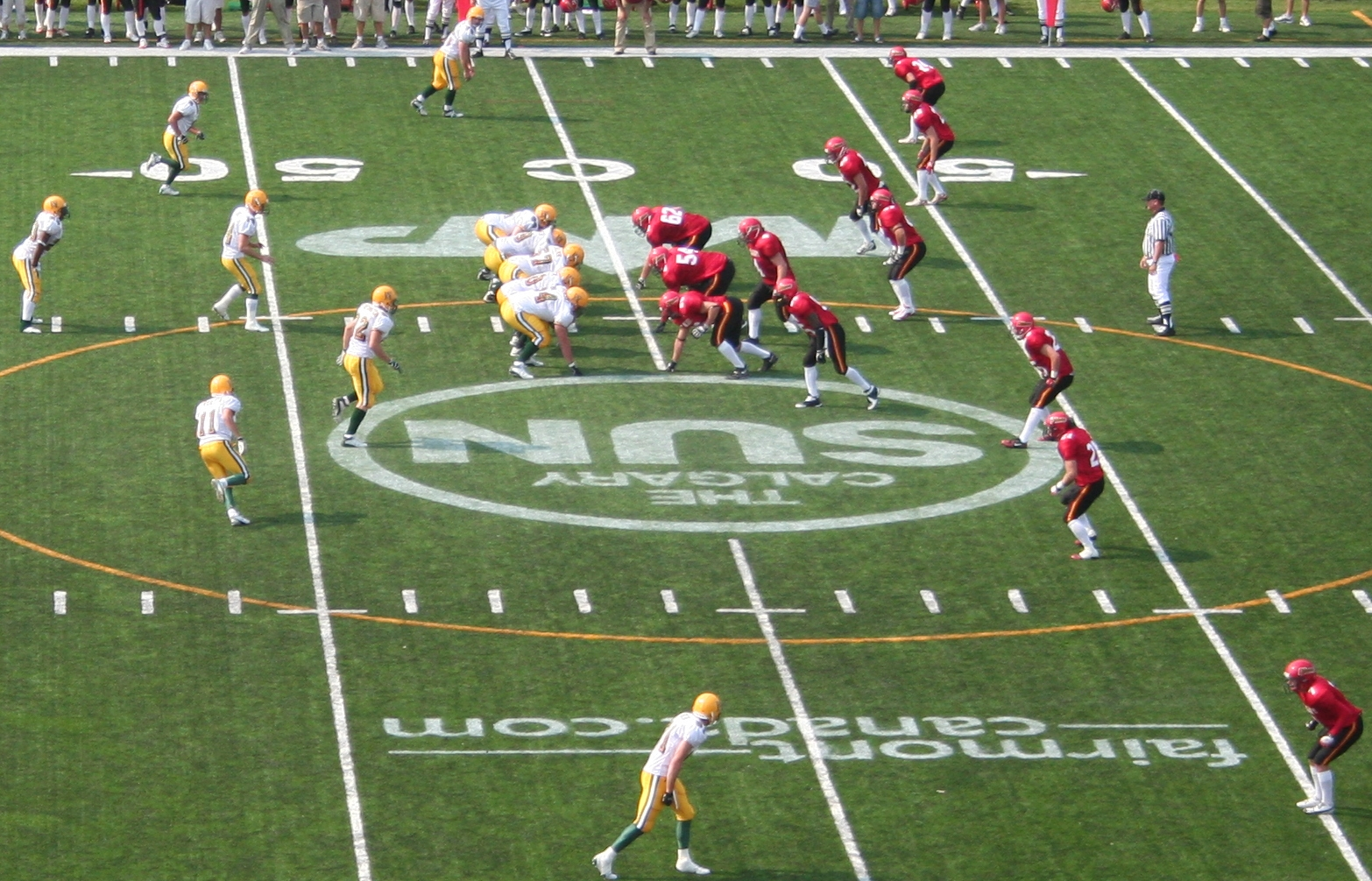
شروع یک مسابقه فوتبال کانادایی

گریدیرون فوتبال یا فوتبال آمریکای شمالی شاخه‌ای از ورزش فوتبال است که در آمریکا و کانادا از ورزش‌های انگلیسی فوتبال و راگبی فوتبال تکامل یافته و در این منطقه بازی می‌شود. تفاوت اصلی گریدیرون فوتبال با فوتبال در این است که بازیکنان اجازه حمل و پرتاب توپ با دست را دارند و تفاوت اصلی آن با راگبی نیز در این است که توپ به‌طور نوبتی در کنترل یکی از دو تیم قرار دارد. فوتبال آمریکایی و فوتبال کانادایی دو رشته اصلی گریدیرون فوتبال هستند. این دو رشته ریشه مشترک و شباهت‌های زیادی به هم دارند اما با توجه به قوانین متفاوت دو ورزش مجزا و مستقل از یکدیگر هستند.
گیریدون صفحه فلزی توری کباب‌پزی است و این ورزش به دلیل شکل زمین مسابقه آن که با خطوط افقی علامت‌گذاری شده، به این نام معروف شده‌است. گریدیرون فوتبال در قالب فوتبال آمریکایی در ایالات متحده به پرتماشاگرترین رشته ورزشی کشور تبدیل شده‌است. در کانادا هم فوتبال کانادایی از ورزش‌های محبوب است اما نتوانسته در سطح هاکی روی یخ پرطرفدار باشد. گریدیرون فوتبال مثل دیگر ورزش‌های آمریکایی مانند بسکتبال و بیسبال در نقاط دیگر دنیا رایج نشده و تاحد زیادی به آمریکا و کانادا محدود مانده‌است، البته از دهه ۱۹۸۰ با تلاش‌های تبلیغاتی لیگ ملی فوتبال تیم‌ها و لیگ‌هایی در اروپا تأسیس شده و پخش تلویزیونی مسابقات این رشته تا حدی جایگاه بین‌المللی را به آن اعطا کرده‌است.
استفاده از کلاه و محافظ شانه، پاس‌های رو به جلو (که در راگبی فوتبال با توجه به قانون آفساید ممکن نیست)، سیستم محدودیت تعداد تکل‌ها، اسکرام خطی، و پست‌های بسیار تخصصی بازیکنان در نقاط مختلف زمین، تعداد نامحدود تعویض‌ها، تقسیم بازیکنان به دو دسته مدافع و مهاجم، امکان ثبت امتیاز برای تیمی که مالکیت توپ را در اختیار ندارد و علامت‌گذاری زمین از ویژگی‌های مهم گریدیرون فوتبال است که آن را از انواع دیگر راگبی و فوتبال متمایز می‌کند. مبدع بسیاری از قوانین مهم این رشته ورزشی والتر کمپ بوده‌است.